# N 5 (sommergibile)
L’N 5 è stato un sommergibile della Regia Marina.

## Storia
Entrò in servizio qualche mese dopo il termine della prima guerra mondiale e fu stanziato a Taranto, al comando del tenente di vascello Alessandro De Micheli.
Il 23-24 gennaio 1921 fornì, insieme al capoclasse N 1, l'energia elettrica necessaria ad azionare le elettropompe che contribuirono al raddrizzamento del relitto della corazzata Leonardo Da Vinci, saltata in aria nel 1916 e da poco recuperata.
Nel giugno 1921 cambiò sede con La Spezia, venendo inquadrato nella «Squadriglia Sommergibili N».
Prese parte alle esercitazioni del 1923 e del 1924 ed anche alla rivista navale del 28 agosto 1925, svoltasi nelle acque di Siracusa ed alla presenza del re Vittorio Emanuele III.
Nel 1927 fu il sommergibile italiano più attivo, operando per ben 313 giorni.
Fu poi impiegato per l'addestramento degli allievi dell'Accademia Navale di Livorno, oltre ad effettuare viaggia addestrativi.
Radiato nel 1929, fu avviato alla demolizione.